# 拉夏德·懷特
拉沙德·赖特（英語：Rashad Wright，1982年3月7日—）是美國職業籃球運動員，現效力希臘聯賽的安纳托利亚艾菲斯篮球俱乐部隊，綽號「超人懷特」，司職組織後衛。他在2004年NBA选秀被印第安納步行者隊以全聯盟倒數第一名(第六十名)選中。他是一名助攻能手，被選為希臘全明星隊球員之一。再加上他引人注目的突破。他是現今一名令人注目的年輕球員，皮爾森隊第一主力。懷特自07-08賽季起，正式成為希臘聯賽第一組織後衛。

## 早年
赖特生於美國喬治亞州，高中畢業后，懷特加入了喬治亞大學，在29場比賽中，平均取得6.6分、6.7個籃板。在2004年，他奪得了喬治亞大學最佳球員獎。

## 職業生涯
由於懷特在大學表現一般，因此才會在2004年NBA選秀排名靠後。最後被印第安納步行者以全聯盟第六十名選中。
由於當時的步行者是非常強大的球隊，懷特在NBA沒有太多的表現機會，於是在希臘聯賽的極力招攬下，懷特前往希臘打球。
懷特在2007－2008年球季被選為希臘聯賽全明星的球員之一。